# Sesto al Reghena
Sesto al Reghena – miejscowość i gmina we Włoszech, w regionie Friuli-Wenecja Julijska, w prowincji Pordenone.
Według danych na rok 2004 gminę zamieszkiwało 5308 osób, 132,7 os./km².